# أنخيل غارسيا هرنانديز
أنخيل غارسيا هرنانديز (بالإسبانية: Ángel García Hernández)‏ هو عسكري إسباني، ولد في 1900 في فيتوريا-غاستيز في إسبانيا، وتوفي في 14 ديسمبر 1930 في وشقة في إسبانيا.